# Abbas (prénom)
Pour les articles homonymes, voir Abbas.
Abbas ou Abbes (en arabe : عبّاس) est un prénom arabe et hébreu masculin qui signifie austère, sourcilleux ; il désigne aussi le lion. 